# Don'Tale Mayes
Don'Tale O'Neil Mayes (Louisville, 16 de janeiro de 1992) é um lutador profissional de artes marciais mistas americak, que atualmente compete pelo UFC na categoria dos pesados.

## Background
Nascido e criado no Kentucky, Mayes começou a treinar artes marciais para aliviar o estresse. Ele inicialmente começou a treinar judô antes de migrar pra outras artes. No judô, ele foi campeão estadual no Kansas e em Indiana. Mayes estudou na Ancilla College porém não chegou a se formar.

## Carreira no MMA

### Ultimate Fighting Championship
Don'Tale Mayes fez sua estreia no UFC contra Ciryl Gane em 26 de outubro de 2019 no UFC Fight Night: Maia vs. Askren. Ele perdeu por finalização no terceiro round.
Mayes enfrentou Rodrigo Nascimento em 16 de maio de 220 no UFC on ESPN: Overeem vs. Harris. Ele perdeu por finalização no segundo round.
Mayes enfrentou Roque Martinez em 14 de novembro de 2020 no UFC Fight Night: Felder vs. dos Anjos. Ele venceu por decisão unânime.
Mayes enfrentou Josh Parisian em 18 de dezembro de 2018 no UFC Fight Night: Lewis vs. Daukaus. Ele venceu por nocaute.

## Cartel no MMA
| Cartel no MMA       |            |            |
| 14 lutas            | 9 vitórias | 5 derrotas |
| Por nocaute         | 5          | 1          |
| Por finalização     | 1          | 2          |
| Por decisão         | 3          | 1          |
| Por desqualificação | 0          | 1          |

| Res.    | Cartel | Oponente           | Método                              | Evento                                | Data       | Round | Tempo | Local                      | Notas                                        |
| ------- | ------ | ------------------ | ----------------------------------- | ------------------------------------- | ---------- | ----- | ----- | -------------------------- | -------------------------------------------- |
| Derrota | 9-5    | Hamdy Abdelwahab   | Decisão (dividida)                  | UFC 277: Peña vs. Nunes 2             | 30/07/2022 | 3     | 5:00  | Dallas, Texas              |                                              |
| Vitória | 9–4    | Josh Parisian      | Nocaute técnico (cotoveladas)       | UFC Fight Night: Lewis vs. Daukaus    | 18/12/2021 | 3     | 3:26  | Las Vegas, Nevada          |                                              |
| Vitória | 8–4    | Roque Martinez     | Decisão (unânime)                   | UFC Fight Night: Felder vs. dos Anjos | 14/11/2020 | 3     | 5:00  | Las Vegas, Nevada          |                                              |
| Derrota | 7–4    | Rodrigo Nascimento | Finalização (mata-leão)             | UFC on ESPN: Overeem vs. Harris       | 16/05/2020 | 2     | 2:05  | Jacksonville, Florida      |                                              |
| Derrota | 7–3    | Ciryl Gane         | Finalização (chave de calcanhar)    | UFC Fight Night: Maia vs. Askren      | 26/10/2019 | 3     | 4:46  | Kallang                    |                                              |
| Vitória | 7–2    | Ricardo Prasel     | Nocaute técnico (socos)             | Dana White's Contender Series 20      | 16/07/2019 | 1     | 4:59  | Las Vegas, Nevada          |                                              |
| Vitória | 6–2    | Nkemdirim Oti      | Finalização (verbal)                | V3 Fights 71                          | 17/11/2018 | 3     | 2:15  | Robinsonville, Mississippi |                                              |
| Vitória | 5–2    | Mitchell Sipe      | Nocaute técnico (socos)             | Dana White’s Contender Series 15      | 31/07/2018 | 2     | 4:49  | Las Vegas, Nevada          |                                              |
| Vitória | 4–2    | Mohammed Usman     | Finalização (mata leão)             | VFC 60                                | 14/08/2018 | 3     | 5:00  | Hammond, Indiana           |                                              |
| Derrota | 3–2    | Allen Crowder      | Nocaute técnico (socos)             | Dana White's Contender Series 8       | 29/08/2017 | 3     | 4:12  | Las Vegas, Nevada          |                                              |
| Vitória | 3–1    | Demoreo Dennis     | Decisão (unânime)                   | LFA 9: Dennis vs. Marques             | 14/04/2017 | 3     | 5:00  | Shawnee, Oklahoma          |                                              |
| Derrota | 2–1    | Kenny Fredenburg   | Desqualificação (cotovelada ilegal) | RFA 46: Johnson vs. Tucker            | 09/12/2016 | 1     | 2:06  | Branson, Missouri          |                                              |
| Vitória | 2–0    | Arnold Adams       | Nocaute técnico (socos)             | Hoosier Fight Club 29                 | 04/06/2016 | 5     | 3:09  | Hammond, Indiana           | Ganhou o Cinturão Peso Pesado do Hoosier FC. |
| Vitória | 1–0    | Harry Hunsucker    | Nocaute técnico (socos)             | Hardrock MMA 77                       | 06/02/2017 | 1     | 2:12  | Shepherdsville, Kentucky   | Estreia no Peso Pesado.                      |